# Mesorregión de la Zona del Bosque
La Mesorregión de la Zona de la Mata es una de las doce mesorregiones del estado brasileño de Minas Gerais, formada por 142 municipios agrupados en siete  microrregiones. Se encuentra en la porción sudeste del estado, próxima al límite de los estados de Río de Janeiro y  Espírito Santo.
Antes de la colonización, la Zona del Bosque era habitada por indios botocudos y puris. Aunque fue recorrida por algunos exploradores en el siglo XVII, su poblamiento se inició en el siglo XVIII en las localidads situadas en los márgenes del Caminho Nuevo, pero de forma tímida, una vez que la Corona Portuguesa prohibió la ocupación de la región en los llamados  "Sertões del Leste" (sectores del este). Con la decadencia de la producción aurífera, varios exploradores y sus familias se trasladaron desde las villas mineras hacia la zona del bosque. El poblamiento de la región fue fuertemente impulsado a lo largo del siglo XIX por la expansión de la  plantaciones industriales del café.
La selva atlántica era originalmente la cobertura vegetal dominante, hecho del cual deriva el nombre de la Zona del Bosque. La vegetación, entretanto, fue fuertemente devastada y actualmente es restringida a exíguas áreas en los puntos más elevados. El relieve de la región es rugoso con altos cerros. En la Sierra de Caparaó, límite con Espírito Santo, se sitúa el Pico de la Bandera y el Pico del Cristal. Por los valles de la Sierra de la Mantiqueira corren los principales afluentes del margen izquierdo del Río Paraíba del sur, el Río Paraibuna, el  Río Pomba y el Río Muriaé, mientras que el Río Carangola, es un afluente del Río Paraíba del sur. La porción norte de la región es bañada por algunos de los principales formadores y afluentes del Río Doce, como los ríos Piranga, Xopotó, Casca y  Manhuaçu.
En la economía de la Zona del Bosque se destacan las industrias, la creación de ganado lechero y plantaciones de caña de azúcar, café, maíz y frijol. La región es recorrida por importantes carreteras federales, tales como la BR-040, BR-116, BR-262, BR-267 y la BR-482. La región también es atravesada por las antiguas vías del Ferrocarril Central del Brasil y el Ferrocarril Leopoldina.

## Microrregiones
- Juiz de Fora
- Ubá
- Muriaé
- Manhuaçu
- Ponte Nova
- Cataguases
- Viçosa

## Mayores Municipios en Población

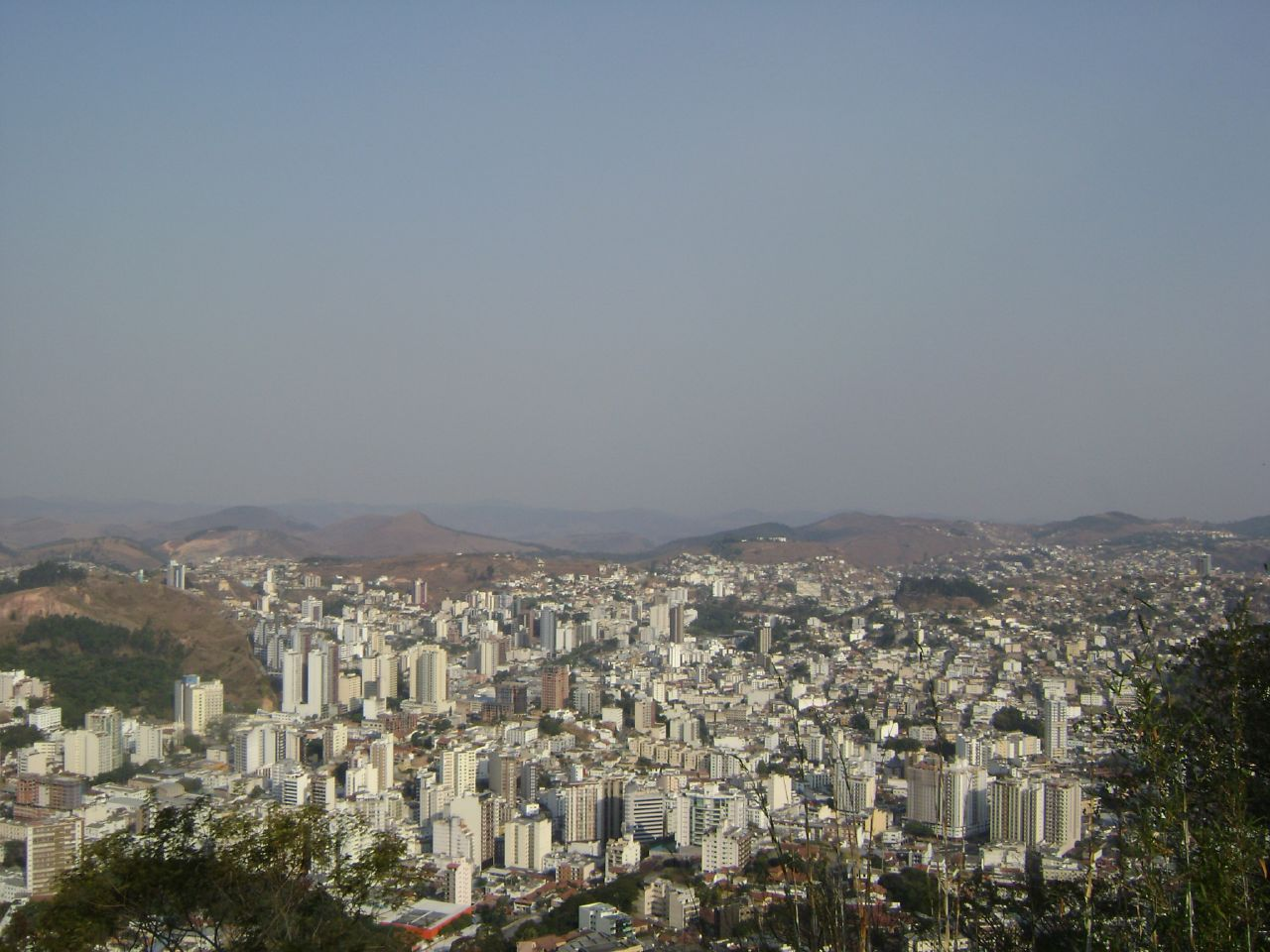
Juiz de Fora.

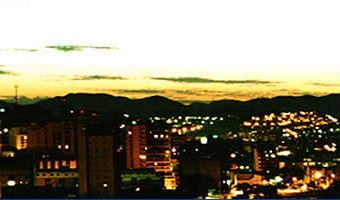
Muriaé.

| Ciudad                 | Población | Área (km²) | IDH   |
| ---------------------- | --------- | ---------- | ----- |
| Juiz de Fora           | 526.726   | 1.436,850  | 0,828 |
| Ubá                    | 99.708    | 407,700    | 0,773 |
| Muriaé                 | 99.628    | 843,327    | 0,773 |
| Manhuaçú               | 78.605    | 627,282    | 0,776 |
| Viçosa                 | 74.171    | 299,397    | 0,809 |
| Cataguases             | 70.507    | 482,235    | 0,794 |
| Ponte Nova             | 57.654    | 470,338    | 0,766 |
| Leopoldina             | 52.798    | 942,740    | 0,778 |
| Santos Dumont          | 47.244    | 637,377    | 0,766 |
| Visconde do Rio Branco | 37.228    | 241,957    | 0,753 |
| Além Paraíba           | 34.591    | 511,199    | 0,777 |
| Carangola              | 33.182    | 352,510    | 0,783 |
| Total                  | 2.145.945 | 35.747,729 | 0,762 |

## Geografía

### Vegetación
La densa cobertura forestal, en sus condiciones originales, dio origen al nombre de la "Zona del Bosque". Las exploraciones agropecuarias que se establecieron en la Zona del Bosque en el inicio de su colonización produjeron continuas talas de los bosques, que eran, entonces, sustituidos por los cultivo que luego pasaron a ser los tradicionales de la región. La vegetación nativa era la vegetación tropical, a modo de expansión del Bosque Atlántico en las regiones serranas de las vertientes en el interior. Hoy se encuentra casi totalmente extinguido. Los bosques se reducen a pequeñas manchas ya que fueron sustituidos por los cafetales y posteriormente por pastos y otras plantaciones.
A mayor parte de las tierras de la región está ocupada por pastizales naturales y artificiales, que alimentan a los rebaños bovinos predominantes distribuidos en haciendas de porte medio y pequeño.
Entre las cultivo tradicionales de la región, el café fue el más importante en la formación de la economía.

### Relieve y Altitud
El relieve de la Zona del Bosque es accidentado, caracterizado por el predominio de colinas y valles estrechos y algunas sierras, constituido por rocas cristalinas antiguas de granito, etc.
Las altitudes varían de 1.889m, en la región más montañosa, hasta valores en torno de los 100m, en los valles del Río Pomba y Paraíba sur. Como resultado de esas altitudes, el clima tropical es caliente. Otra característica importante son los valores anuales de la precipitación, que rondan los 1.200 mm.

### Red Hidrográfica
Prácticamente toda esa área forma parte de las cuencas del Paraíba del sur y Río Doce, siendo bañada por los ríos  Paraíba del sur,  Pomba,  Carangola,  Muriaé, Paraibuna, Carmo, Río Preto, Río Doce, Piranga, Casca, Manhuaçu, Gualaxo del sur y del Norte.

## Transporte
La zona del Bosque es atravesada por importantes carreteras federales, como la BR-040 (desde Juiz de Fora hasta la ciudad del Río de Janeiro), la BR-267, BR-116, BR-262, BR-393 y BR 482. Dos importantes vías de ferrocarril comunican la región: la Ferrovia del Aço y la Ferrovia Centro Atlántica.
El transporte aéreo de la región está centralizado en el Aeropuerto de Juiz de Fora. Sin embargo un nuevo aeropuerto, el Aeropuerto Regional de la Zona del Bosque, fue construido para substituirlo.

## Educación
A Zona del Bosque posee buena infraestructura educacional, con dos universidades federales, universidades estatales, particulares y cursos técnicos. Existen Representaciones Regionales de la Secretaria de Educación del Estado, a través de las:
- Superintendencia Regional de Educación de Carangola;
- Superintendencia Regional de Educación de Juiz de Fora;
- Superintendencia Regional de Educación de Leopoldina;
- Superintendencia Regional de Educación de Manhuaçu;
- Superintendencia Regional de Educación de Muriaé;
- Superintendencia Regional de Educación de Puente Nova;
- Superintendencia Regional de Educación de Ubá.

Las principales instituciones de educación son:

### Federales
- Universidad Federal de Juiz de Fora
- Universidad Federal de Viçosa
- Instituto Federal del Sudeste de Minas (Juiz de Fora (sede), Muriaé, Río Pomba)
- CEFET-MG (Leopoldina)

### Estatal
- Universidad Estatal de Minas Gerais (UEMG) - (Ubá, Carangola)

### Privadas
- Faculdades Doctum (Carangola, Cataguases, Juiz de Fora, Leopoldina, Manhuaçu)
- Universidad Presidente Antônio Carlos (UNIPAC) (Ubá, Juiz de Fora, Cataguases, Leolpodina)
- Faculdades Valle del Carangola - FAVALE
- Faculdades de Minas - FAMINAS - Muriaé
- Facultad Ubaense Gobernador Ozanam Coelho - FAGOC - Ubá
- Centro Avanzado FAGOC - Ubá
- Centro de Educación Superior de Juiz de Fora - CESJF (Juiz de Fora)

## Medio Ambiente

### Oficinas Regionales del IEF - Instituto Estatal de Bosques de Minas Gerais
- Superintendencia Regional de Medio Ambiente y Desarrollo Sustentable (SUPRAM) - Ubá
- Escritório Regional Zona del Bosque - Ubá
- Núcleo Operacional de Bosques, Pesca, y Biodiversidad de Carangola
- Núcleo Operacional de Bosques, Pesca, y Biodiversidad de Juiz de Fora
- Núcleo Operacional de Bosques, Pesca, y Biodiversidad de Manhuaçu
- Núcleo Operacional de Bosques, Pesca, y Biodiversidad de Muriaé
- Núcleo Operacional de Bosques, Pesca, y Biodiversidad de Viçosa

### Escritórios Regionales del CIEA - Comisión Interinstitucional de Educación Ambiental
- Escritório Regional del CIEA de Carangola
- Escritório Regional del CIEA de Juiz de Fora
- Escritório Regional del CIEA de Ubá
- Escritório Regional del CIEA de Viçosa

## Salud

### Plano Rector de Regionalización de salud de la Secretaria de Estado de Salud de Minas Gerais
- Microrregión de Salud de Além Paraíba
- Microrregión de Salud de Carangola
- Microrregión de Salud de Leopoldina/Cataguases
- Macrorregião de Salud de Juiz de Fora
- Microrregión de Salud de Manhuaçu
- Microrregión de Salud de Muriaé
- Microrregión de Salud de Puente Nova
- Microrregión de Salud de Santos Dumont
- Microrregión de Salud de San Juan Nepomuceno/Bicas
- Microrregión de Salud de Ubá
- Microrregión de Salud de Viçosa

### Principales Hospitales
- Hospital Casa de Caridad de Carangola
- Hospital Santa Isabel de Ubá
- Hospital Casa de Caridad Leopoldinense
- Hospital César Leite de Manhuaçu
- Hospital Evangélico de Carangola
- Hospital San Januário de Ubá
- Hospital Monte Sinaí de Juiz de Fora
- Hospital Sao Paulo de Muriaé
- Hospital Universitário de Juiz de Fora
- Hospital San Vicente de Paula de Ubá
- Hospital Sanatório Padre Damião de Ubá

## Previsión Social/INSS en la Zona del Bosque - Agencias
- Agencia de la Previsión Social de Además Paraíba
- Agencia de la Previsión Social de Carangola
- Agencia de la Previsión Social de Cataguases
- Agencia de la Previsión Social de Juiz de Fuera (gerencia regional)
- Agencia de la Previsión Social de Manhuaçu
- Agencia de la Previsión Social de Muriaé
- Agencia de la Previsión Social de Ubá

## Instituto Brasilero de Geografía y Estadística - IBGE - en la Zona del Bosque - Agencias
- Agencia de Además Paraíba
- Agencia de Bicas
- Agencia de Carangola
- Agencia de Cataguases
- Agencia de Juiz de Fora
- Agencia de Leopoldina
- Agencia de Manhuaçu
- Agencia de Muriaé
- Agencia de Puente Nova
- Agencia de Río Pomba
- Agencia de Ubá
- Agencia de Viçosa

## Turismo

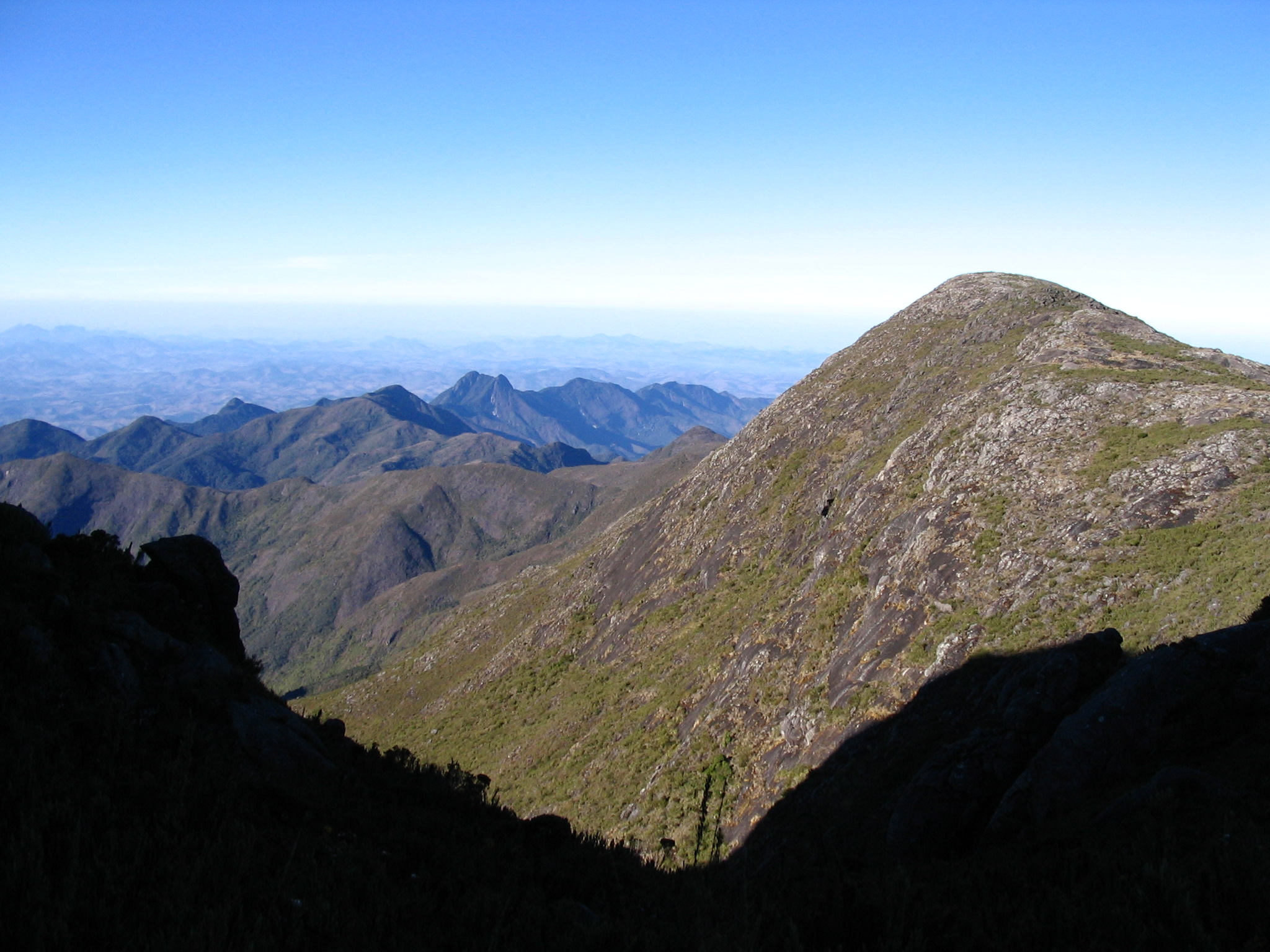
Parque Nacional del Caparaó.

- Calle Real
- Caminho da Luz
- Parque Nacional del Caparaó

## Comunicaciones
Entre los medio de comunicación de periódicos, rádios y redes de televisión, los principales con la localización de la sede son:

### Emisoras de TV
- TV Alterosa - Juiz de Fora
- TV Panorama - Juiz de Fora
- TV Carangola (TVC) - Carangola
- TV UM - Ubá
- TV Actividad - Muriaé
- TV Viçosa - Viçosa
- TVE Juiz de Fora

### Periódicos
- Panorama (Juiz de Fora)
- Tribuna de Minas (Juiz de Fora)
- Diário Regional (Juiz de Fora)
- Folha del Bosque (Viçosa)
- Jornal Leopoldinense (Leopoldina)
- Tribuna Libre (Viçosa)
- Diário de Muriaé (Muriaé)
- El Noticiário (Ubá)
- Folha del Pueblo (Ubá)
- Jornal de Ubá (Ubá)
- Gazeta Rejornal (Ubá)
- Tribuna Regional (Ubá)
- A Voz (Ubá)
- El Deportivo (Ubá)

### Emisoras de Rádio
- Educadora FM - Ubá
- Educadora AM - Ubá
- Panorama FM - Juiz de Fora
- Más FM - Carangola
- Globo AM - Juiz de Fora
- Líder FM - Ubá
- Ubaense AM - Ubá
- Itatiaia FM - Juiz de Fora
- Transamérica FM - Divino
- Transamérica FM - San Juan Nepomuceno
- Transamérica FM - Río Casca
- Transamérica FM - Cataguases
- Transamérica FM - Además Paraíba
- Nueva FM - Carangola
- Actividad FM - Muriaé
- Educativa FM - Carangola
- Acel FM - Carangola
- Más FM - Cataguases
- Líder FM - Puente Nova
- Líder FM - Viçosa
- Montanhesa AM - Viçosa
- Tropical FM - Puente Nova
- Ciudad FM - Juiz de Fora
- Ciudad FM - Muriaé
- Ciudad FM - Leolpoldina
- Solar FM - Juiz de Fora
- Melodía FM - Cataguases
- Brilho FM - Cataguases
- Cataguases AM - Cataguases
- Cultura AM - Visconde del Río Branco
- Juventude FM - Además Paraíba
- Jornal AM - Leolpoldina
- Cultura AM - Santos Dumont